# Трейб, Мелхиор
Мелхиор Трейб (нидерл. Melchior Treub; 1851—1910) — голландский ботаник, эмбриолог растений.
Трейб учился в Лейденском университете в 1869 году, а затем работал в качестве ассистента. С 1880 по 1909 год он работал ботаником в Голландской Ост-Индии. Там он руководил Ботаническим садом в Бёйтензорге (ныне Богор), где проработал почти тридцать лет.

### Членство в научных обществах
- член Нидерландской королевской академии наук (1879)
- член-корреспондент Парижской академии наук (1888)[4]
- член-корреспондент Баварской академии наук (1893)[5]
- иностранный член Лондонского королевского общества (1899)[6]
- член-корреспондент Берлинской академии наук (1900)[7]
- иностранный почётный член Петербургской академии наук (1909)[8]